# Katacamilla cavernicola
Katacamilla cavernicola är en tvåvingeart som beskrevs av Papp 1978. Katacamilla cavernicola ingår i släktet Katacamilla och familjen gnagarflugor.
Artens utbredningsområde är Namibia. Inga underarter finns listade i Catalogue of Life.